# 山口県道502号山口防府小郡自転車道線
山口県道502号山口防府小郡自転車道線（やまぐちけんどう502ごう やまぐちほうふおごおりじてんしゃどうせん）は山口市宮島町と山口市小郡下郷を防府市経由で結ぶ自転車道（自転車歩行者専用道路）として整備された一般県道である。
長州藩の参勤交代の道で、山陽道の別名でもある「周防往還」にちなみ、「周防往還自転車道」の愛称を持つ。
大半の区間で既存の国道・県道に平行する形で整備されている（防府市台道 - 山口市小郡下郷間は単独路線となる区間も多い）。
- 起点：山口市宮島町（山口県道61号山口小郡秋穂線〔山口県道501号山口秋吉台公園自転車道線並行〕交点）
- 終点：山口市小郡下郷字東津上（山口県道212号山口阿知須宇部線〔山口県道335号江崎陶線重用〕・山口県道353号新山口停車場上郷線交点）
- 総延長：36.1km
- 実延長：総延長に同じ

## 沿革
- 1984年10月26日 - 山口県告示第896号により認定される。
- 1996年 - 全線の整備が完了する。
- 2005年10月1日 - 吉敷郡小郡町が山口市の一部になったことに伴い、終点の地名表記が吉敷郡小郡町下郷から山口市小郡下郷に変更される。

## 通過市町村
- 山口市
- 防府市

## 地理
沿線の主要施設
- 山口県立山口中央高等学校
- テレビ山口本社
- 山口県農林総合技術センター
- 山口市役所 大内出張所
- 山口市役所 小鯖出張所
- 防府市役所 右田出張所
- 山口県立防府西高等学校
- 山口短期大学
- JR山陽本線 大道駅
- 高川学園高等学校・中学校（旧・多々良学園高等学校）
- JR山陽本線 四辻駅
- 山口市役所 名田島出張所

沿線の自然景観
- 山口ゲンジボタル発生地
- 佐波川

沿線の名所・旧跡・観光地
- 大日古墳
- 長沢池

## 主な橋梁
- 新橋（防府市高井 - 防府市新橋町間、佐波川）
- 佐波川大橋（防府市植松 - 防府市佐野間、佐波川）

## トンネル
- 佐波山トンネル（山口市下小鯖 - 防府市下右田間）

## 接続道路
| 交差する道路 | 市町村名 | 交差する場所       | 交差する場所          |
| --- | -------- | ------------------ | --------------------- |
| 山口県道61号山口小郡秋穂線 山口県道501号山口秋吉台公園自転車道線                                                               | 山口市   | 宮島町             | 起点                  |
| 山口県道21号山口防府線 山口県道194号山口秋穂線 重複                                                                            | 山口市   | 大内千坊2丁目      | [ 1 ]                 |
| 国道262号 重複区間起点 | 山口市   | 大内長野           |                       |
| 山口県道26号山口鹿野線 | 山口市   | 大内長野           | 大内長野交差点        |
| 国道262号 重複区間終点 山口県道21号山口防府線 重複区間起点                                                                     | 山口市   | 下小鯖             | 柊交差点              |
| 山口県道21号山口防府線 重複区間終点                                                                                            | 山口市   | 下小鯖             |                       |
| 山口県道21号山口防府線 | 山口市   | 下小鯖             |                       |
| 国道262号 重複区間起点 山口県道27号山口徳山線                                                                                  | 山口市   | 下小鯖             |                       |
| 山口県道348号大内右田線 | 防府市   | 高井               |                       |
| 国道2号 / 防府バイパス 国道262号 重複区間終点 山口県道54号防府停車場線 重複区間起点 山口県道187号高井大道停車場線 重複区間起点 | 防府市   | 高井               | 沖高井交差点          |
| 山口県道24号防府徳地線 | 防府市   | 高井               | 新橋北詰交差点        |
| 山口県道54号防府停車場線 重複区間終点 山口県道187号高井大道停車場線 重複区間終点 山口県道503号佐波川自転車道線 重複区間起点    | 防府市   | 新橋町             |                       |
| 山口県道503号佐波川自転車道線 重複区間終点                                                                                     | 防府市   | 泉町               |                       |
| 山口県道190号中ノ関港線 | 防府市   | 植松               | [ 1 ]                 |
| 山口県道187号高井大道停車場線 重複区間起点                                                                                     | 防府市   | 植松               |                       |
| 国道2号 / 防府バイパス 重複区間起点                                                                                            | 防府市   | 佐野               | 佐野交差点            |
| 国道2号 / 防府バイパス 重複区間終点                                                                                            | 防府市   | 台道               | 観音口交差点          |
| 山口県道502号山口防府小郡自転車道線 重複区間終点                                                                               | 防府市   | 台道               | 繁枝大橋北交差点      |
| 山口県道25号宇部防府線 山口県道58号防府環状線 重複                                                                             | 防府市   | 台道               | [ 2 ]                 |
| 山口県道194号山口秋穂線 | 山口市   | 鋳銭司（すぜんじ） | [ 2 ]                 |
| 山口県道208号四辻停車場線 | 山口市   | 鋳銭司             |                       |
| 山口県道61号山口小郡秋穂線 重複区間起点                                                                                        | 山口市   | 名田島             |                       |
| 国道2号 / E2 小郡道路 | 山口市   | 名田島             | 名田島交差点 名田島IC |
| 山口県道61号山口小郡秋穂線 重複区間終点                                                                                        | 山口市   | 名田島             |                       |
| 山口県道212号山口阿知須宇部線 山口県道335号江崎陶線 重複 山口県道353号新山口停車場上郷線                                       | 山口市   | 小郡下郷           | 終点                  |